# ロッシュ・ブラジリアーノ

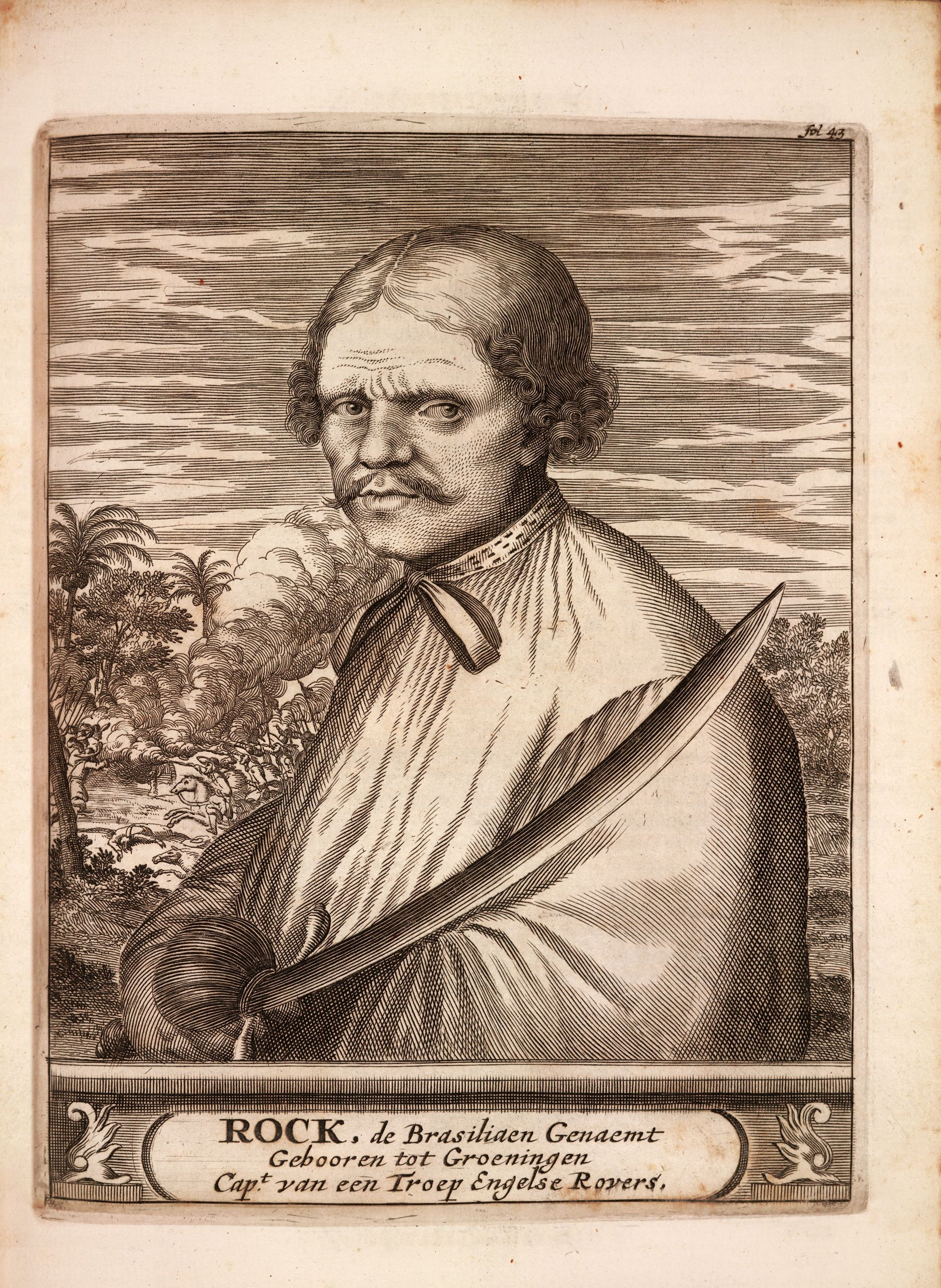
ロッシュ・ブラジリアーノ

ロッシュ・ブラジリアーノ(Roche Braziliano)は、オランダ人のバッカニアである。彼はヘンリー・モーガンに主導された幾つかの遠征に参加したことでも知られる。

## 生涯
ブラジリアノ(ブラジリアーノ)は、オランダ西インド会社の年季奉公としてブラジルに渡った。年季奉公から解放された彼はジャマイカ島に渡ってから海賊の仲間に入り、そのうち海賊たちのリーダーになっていった。ある日、彼と仲間の海賊たちは、金の延べ板を大量に積み込んだスペインの大型船を発見した。これを襲った彼は、財宝をポート・ロイヤルに持ち帰り、人々から英雄視された。ブラジリアノは、カンペチェ近辺の沿岸部を航海していた所、嵐にあって漂着してしまった。その地で海賊たちは、スペインの騎馬隊と遭遇し、戦闘が巻き起こった。戦いは、1時間ほど続き(スペイン人100人に対し海賊たちは30人だった)海賊たちが勝利した。彼らは、敗走したスペイン人の馬を奪った後、数隻の木材運搬船を発見したためこれを襲った。その船でスペインの船舶を襲って財貨を奪い、それをポート・ロイヤルで売り裁いた。しかし、遊び呆けていために売り裁いてできたお金も尽きてしまったので、再びカンペチェで海賊行為を行った。しかし彼らは拘束され地下牢に監禁された。そこでブラジリアノは、スペイン総督に対して脅迫文の書かれた手紙を送った。その結果、金輪際海賊行為はしないということを確約させられた上で彼らは釈放された。しかし、ブラジリアノはその誓いを破って海賊行為を再開した。

## 財宝
彼はキューバのピノス島に財宝を埋蔵していた。しかし、カンペチェの異端裁判所で拷問された彼は、財宝の隠し場所を話してしまった。その結果、8レアル銀貨10万枚以上がスペイン人によって発掘された。

## 性格
ブラジリアーノは酒を飲むと無差別に人を殴ることがあった。スペイン人に対しては些細なことで残虐な仕打ちを与えていたが、カンペチェでの拘束事件後はさらに残虐になった。ある時など、スペイン人捕虜が物資の在り処を隠したことに憤慨し、木製の焼き串の上で生きたまま焼き殺してしまった。ブラジリアーノは、海賊仲間に借金を背負った人間がいると、その借金を肩代わりすることがあった。